# Patrick Swayze
Patrick Wayne Swayze (pronunție în engleză [sweɪziː]; n. 18 august 1952, Houston, Texas - d. 14 septembrie 2009, Los Angeles, SUA) a fost un actor american de film, dansator, cântăreț și compozitor. A devenit celebru datorită interpretărilor sale din filmele Dirty Dancing (1987), pentru care a scris și compus cântecul She's Like the Wind - Ea este ca vântul, durul din Road House (1989), Ghost - Fantoma (1990), Point Break - La limita extremă(1991). A devenit faimos și pentru serialul de televiziune Nord și Sud. A scris și a cântat o melodie populară "She's Like the Wind".

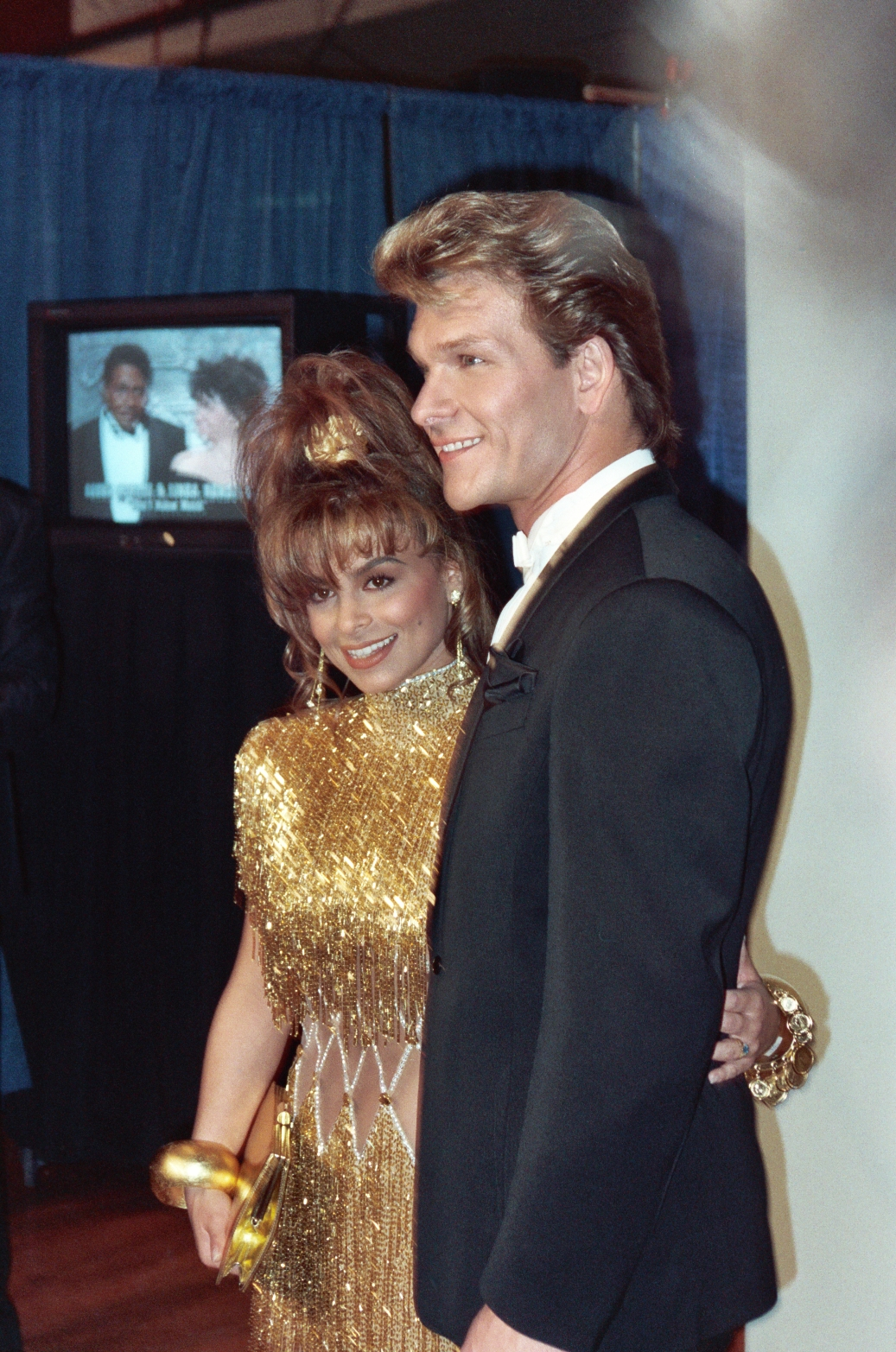
Patrick Swayze și Paula Abdul la Premiile Grammy din 1990

## Biografie
S-a născut în Houston, Texas, fiind al doilea din cei cinci copii ai lui Jessie Wayne Swayze, inginer chimic și cowboy (1925 – 1982) și Patsy Yvonne Helen Karnes (1927 - 2013), coreografă și proprietară a unei școli de dans. Are 2 frați mai mici, Don (1958) și Sean (1962) și două surori, Vicky Lynn (1949 - 1994) și Bambi, ultima adoptată. Are origini irlandeze și probabil americane din tribul Apache. Este rudă îndepărtată cu actorii William Holden și Tom Hulce. De mic copil demonstrează talent față de activitățile artistice și datorită mamei, care conduce o școala de dans începe să ia lecții de dans clasic. În ciuda glumelor pe care colegii de școală le făceau pe seama lui, continuă să danseze, demonstrând că este un dansator de valoare. În paralel, practică patinaj artistic și fotbal american. A învățat la St. Rose of Lima Catholic School și la Black Middle School. În timpul unei partide de fotbal american se accidentează grav la un genunhi și după ce a fost operat, termină liceul la Waltrip High School. Se înscrie la San Jacinto College, unde timp de doi ani studiază gimnastică, dar nu termină studiile, abandonând școala. În 1972 se mută la New York, unde studiază dansul, la școlile Joffrey Ballet și Harkness Ballet.

## Cariera
Primul său rol a fost ca dansator în Parada Disney. A jucat rolul principal, ca dublură în rolul Danny Zuko în producția de pe Broadway a Grease înainte de a-și face debutul în rolul lui "Ace" în Skatetown, U.S.A.(1979). El a jucat rolul lui Pvt. Sturgis în M*A*S*H, în episodul "Blood Brothers" - "Frați de cruce" (1981), ca și în filmul de TV Return of the Rebels - Întoarcerea rebelilor (1981) cu Barbara Eden și a avut un scurt rol în serialul TV din 1983 The Renegades - Renegații, ca șeful de bandă, pe nume Bandit. Swayze a devenit faimos în industria filmului după ce a apărut în The Outsiders - Străinii (1983) ca fratele mai mare al lui C. Thomas Howell și al lui Rob Lowe. Tot în 1983, Swayze a jucat rolul unui rezervist din marină, din U.S.M.C., în filmul despre o misiune de salvare din Vietnam, Uncommon Valor - Onoare ieșită din comun, cu Gene Hackman. În anul următor, Swayze, Howell și prietenul lui Howell, Darren Dalton s-au reunit în Red Dawn (1984); în 1986, Lowe și Swayze s-au reunit în Youngblood - Tinerii (1986).    
Primul său rol de succes a fost în miniserialul de televiziune din 1985, Nord și Sud, a cărui acțiune se petrece în timpul Războiului Civil American. Rolul care l-a făcut celebru pe Swayze a fost ca Johnny Castle, instructor de dans, în filmul Dirty Dancing (1987), alături de cealaltă protagonistă din Red Dawn, Jennifer Grey.  

## Viața personală
Swayze a fost căsătorit cu Lisa Niemi timp de 34 de ani, din 12 iunie 1975 până la moarte; nu au avut copii. 

## Boala și moartea
La sfârșitul lui ianuarie 2008, descoperă că are un cancer la pancreas care l-a obligat să se supună imediat tratamentului de chimioterapie. După un an, în 6 ianuarie 2009 este internat în spital pentru o aprindere de plămâni. Rămâne în spital până în 16 ianuarie. În aprilie 2009, doctorii descoperă că tumoarea a atacat și ficatul, iar actorul decide să se supună unor cure experimentale pentru a încerca să învingă boala. A ajuns să cântărească doar 47,63 kg. Swayze moare înconjurat de familia sa în 14 septembrie 2009, la vârsta de 57 de ani (aceeași vârstă la care a murit și tatăl său), la 20 de luni după confirmarea diagnosticului.

## Filmografie (selecție)
- Dirty Dancing (1987)
- Steel Dawn (1987)
- "Road House" (1989)
- "Ghost" (1990)
- Donnie Darko (2001)
- Minele regelui Solomon (2004)
- O dădacă plină de surprize (2005)
- Crăciun în Țara Minunilor (2007)

## Legături externe
- Patrick Swayze la Internet Movie Database
- en Patrick Swayze la Internet Broadway Database
- Remembering Patrick Swayze Arhivat în 23 septembrie 2009, la Wayback Machine. - slideshow by LIFE magazine
- Patrick Swayze la Find a Grave

1. ↑  Genealogics
2. ↑  „Patrick Swayze”, Gemeinsame Normdatei, accesat în 2 aprilie 2015
3. ↑  CONOR.SI[*] Verificați valoarea |titlelink= (ajutor)
4. ↑   https://fr.wikifame.org/celebrites/celebrite/Patrick-Swayze Lipsește sau este vid: |title= (ajutor)